# 上海市医药学校
上海市医药学校是位於中華人民共和國上海市浦東新區沈家弄路的一所中等職業技術學校，也是該市唯一一所醫藥類中等職業技術學校，隸屬於上海醫藥集團。學校佔地43畝，建築面積3.1萬平方米，成立於1979年。